# Salauris
Salauris fue una ciudad de la costa de la Tarraconense, mencionada en el poema Ora maritima de Avieno. Podría corresponder a la moderna Salou.

post haec harenae plúrima tractus iacent, por quas Salauris oppidum quondam STET, in quis te olim prisca Callipolis fuit, Callipolis isla, quae por Altamente moenium proceritatem te celsam por hastío 510 subibat auras, quae Laris Vasti ambitu latere ex utroque piscium semper ferax Stagnum premebat. inde Tarraco oppidum te Barcilonum amoena sedas ditium.
Primer escrito donde se menciona Salauris en Ora Maritima de Avieno.

## Historia de Salou
Las tierras de Salou y alrededor están habitadas desde la época prehistórica por los primitivos recolectores y pescadores.
Las ciudades primitivas, normalmente, estaban situadas cerca de la costa y cerca de un río.
Hay diferentes hipótesis del origen de Salou. Algunos de los autores dicen que proviene del griego "salas" y "Anras", por lo tanto de mar y viento. Otra teoría es que hace referencia a un celtíbero (que eran uno de los grupos de pueblos celtas que habitaban la península ibérica) llamado Salònidic. La tercera hipótesis dice que se trata de un mundo ibérico.
La primera fuente escrita que llama esta ciudad habla de ella como "actualmente marítima"; en un texto griego entre el 530 y 500 a. C..
En el siglo VI fue fundada la ciudad de Salou por las colonias griegas, gracias a su posición geográfica tuvo una importancia favorable.

## Otros yacimientos
En Salou aparte de los yacimientos románicos e ibérico, también hay otro tipo de patrimonio, no sólo arquitectónico (arquitectura modernista) sino que también tenemos restos de la Guerra Civil, así como patrimonio natural Cap Salou, aunque se centran en las villas romanas y en el poblado ibérico de la Ceja.